# Локални избори у Србији 2002.
Мали број општина у Србији одржао је локалне изборе 2002. године. Они нису били део редовног циклуса локалних избора у земљи, већ су се одржали у јурисдикцијама где је локална самоуправа пала.
Србија је увела директан избор градоначелника путем двокруговног гласања 2002. године. Избори за локалне скупштине, који су се раније одржавали по правилу већине у једномандатним изборним јединицама, одређивани су пропорционалном заступљеношћу са изборним цензусом од три процента. Успешне листе су морале да освоје три процента свих гласова, а не само важећих гласова.

## Резултати

### Београд

#### Барајево
Избори у Барајеву су одржани 22. децембра 2002. године за избор градоначелника и чланова скупштине општине. Други круг гласања за градоначелника одржан је 5. јануара 2003. године. Када је следећи редовни циклус локалних избора одржан 2004. године, општине у саставу Београда биле су изузете од директног избора градоначелника.
| Кандидат                  | Кандидат                           | Странка | Први круг | Први круг | Други круг | Други круг |
| Кандидат                  | Кандидат                           | Странка | Гласови   | %         | Гласови    | %          |
| ------------------------- | ---------------------------------- | --- | --------- | --------- | ---------- | ---------- |
|                           | Раде Стевановић Креза              | Демократска странка Србије, Демократска алтернатива, Нова Србија, Нова демократија–Војислав Коштуница (Припадност: Демократска странка Србије) | 1,295     | 18.43     | 2,858      | 51.25      |
|                           | Драгослав Јовичић Уча              | Социјалистичка партија Србије | 1,726     | 24.56     | 2,719      | 48.75      |
|                           | Владета Вићентијевић               | Покрет за Барајево | 1,156     | 16.45     |            |            |
|                           | Бранка Савић                       | Демократска странка | 881       | 12.54     |            |            |
|                           | Драгољуб Станић (носилац дужности) | Грађанска група: Драгољуб Станић–Илија Димитријевић                                                                                            | 577       | 8.21      |            |            |
|                           | Миливоје Драганић                  | Демохришћанска странка Србије–За независну Србију                                                                                              | 440       | 6.26      |            |            |
|                           | Биљана Тиосављевић                 | Српска радикална странка | 304       | 4.33      |            |            |
|                           | Милорад Матејић                    | Грађанска група: Заједно за Барајево | 258       | 3.67      |            |            |
|                           | Радиша Стевановић Лубе             | Српски покрет обнове | 247       | 3.52      |            |            |
|                           | Бранислав Мијаиловић               | Југословенска левица | 143       | 2.04      |            |            |
| Укупно                    | Укупно                             | Укупно | 7,027     | 100.00    | 5,577      | 100.00     |
|                           |                                    | |           |           |            |            |
| Важећих гласова           | Важећих гласова                    | Важећих гласова | 7,027     | 97.38     | 5,577      | 98.41      |
| Неважећих/празних гласова | Неважећих/празних гласова          | Неважећих/празних гласова | 189       | 2.62      | 90         | 1.59       |
| Укупно гласова            | Укупно гласова                     | Укупно гласова | 7,216     | 100.00    | 5,667      | 100.00     |
| Регистрованих гласача     | Регистрованих гласача              | Регистрованих гласача | 19,607    | 36.80     | 19,607     | 28.90      |
| Source:                   |                                    | |           |           |            |            |

Резултати избора за општинску скупштину:
| Странка                   | Странка | Гласови | %      | Мандати |
| ------------------------- | --- | ------- | ------ | ------- |
|                           | Коалиција: Демократска странка Србије, Демократска алтернатива, Нова Србија, Нова демократија–Војислав Коштуница | 1,545   | 22.33  | 8       |
|                           | Социјалистичка партија Србије–Славко Гајић                                                                       | 1,305   | 18.86  | 7       |
|                           | Демократска странка–Владан Нинковић                                                                              | 1,260   | 18.21  | 7       |
|                           | Покрет за Барајево–Владета Вићентијевић, Дипл. Инж.                                                              | 649     | 9.38   | 3       |
|                           | Српска радикална странка–Др. Војислав Шешељ                                                                      | 468     | 6.76   | 2       |
|                           | Демохришћанска странка Србије–За независну Србију                                                                | 348     | 5.03   | 2       |
|                           | Грађанска група: Станић Драгољуб-Димитријевић Илија–Илија Димитријевић                                           | 334     | 4.83   | 2       |
|                           | Српски покрет обнове, Благоје Танасковић Блажа, Дипл. Електроинж.                                                | 242     | 3.50   | 1       |
|                           | Коалиција: Грађански савез Србије and Социјалдемократска партија Заједно за Барајево                             | 219     | 3.16   | 1       |
|                           | Грађанска група: Иванковић-Николић–Весна Иванковић                                                               | 172     | 2.49   | –       |
|                           | Југословенска левица–Бранислав Мијаиловић                                                                        | 170     | 2.46   | –       |
|                           | Грађанска група: Ново Барајево–г. Миљан Михајловић                                                               | 163     | 2.36   | –       |
|                           | Либерално-демократска партија–Бојковић Зоран                                                                     | 45      | 0.65   | –       |
| Укупно                    | Укупно | 6,920   | 100.00 | 33      |
|                           | |         |        |         |
| Важећих гласова           | Важећих гласова                                                                                                  | 6,920   | 95.84  |         |
| Неважећих/празних гласова | Неважећих/празних гласова                                                                                        | 300     | 4.16   |         |
| Укупно гласова            | Укупно гласова                                                                                                   | 7,220   | 100.00 |         |
| Регистрованих гласача     | Регистрованих гласача                                                                                            | 19,607  | 36.82  |         |
| Извор:                    | |         |        |         |

### Централна Србија (без Београда)

#### Деспотовац
Избори у Деспотовцу су одржани 22. децембра 2002. године, четрнаест месеци након увођења привремених мера у општини због локалне политичке нестабилности. Други круг гласања на изборима за градоначелника одржан је 5. јануара 2003.
| Кандидат | Кандидат          | Странка                        | Први круг | Први круг | Други круг | Други круг |
| Кандидат | Кандидат          | Странка                        | Гласови   | %         | Гласови    | %          |
| -------- | ----------------- | ------------------------------ | --------- | --------- | ---------- | ---------- |
|          | Мирослав Павковић | Социјалистичка народна странка |           | 24        | 5,614      | 52.03      |
|          | Др. Сима Јанковић | Сабор српског јединства        |           | 29.6      | 5,176      | 47.97      |
|          | other candidates  |                                |           |           |            |            |
| Укупно   | Укупно            | Укупно                         |           |           | 10,790     | 100.00     |
|          |                   |                                |           |           |            |            |
| Извор:   |                   |                                |           |           |            |            |

Резултати избора за општинску скупштину:
| Странка                   | Странка                                  | Гласови | %      | Мандати |
| ------------------------- | ---------------------------------------- | ------- | ------ | ------- |
|                           | Сабор српског јединства                  | 2,291   | 19.10  | 9       |
|                           | Демократска странка Србије               | 2,244   | 18.71  | 9       |
|                           | Демократска странка                      | 2,231   | 18.60  | 9       |
|                           | Социјалистичка народна странка           | 1,629   | 13.58  | 7       |
|                           | Српска радикална странка                 | 738     | 6.15   | 3       |
|                           | Грађанске групе (четири различите листе) | 696     | 5.80   | –       |
|                           | Либерали Србије                          | 677     | 5.64   | 3       |
|                           | Социјалистичка партија Србије            | 604     | 5.04   | 3       |
|                           | Српски покрет обнове                     | 468     | 3.90   | 2       |
|                           | Социјалдемократска странка               | 234     | 1.95   | –       |
|                           | Патриотски блок–Југословенска левица     | 183     | 1.53   | –       |
| Укупно                    | Укупно                                   | 11,995  | 100.00 | 45      |
|                           |                                          |         |        |         |
| Важећих гласова           | Важећих гласова                          | 11,995  | 95.76  |         |
| Неважећих/празних гласова | Неважећих/празних гласова                | 531     | 4.24   |         |
| Укупно гласова            | Укупно гласова                           | 12,526  | 100.00 |         |
| Регистрованих гласача     | Регистрованих гласача                    | 26,069  | 48.05  |         |
| Извор:                    |                                          |         |        |         |

#### Ражањ
Локални избори за градоначелника и чланове скупштине општине у Ражњу одржани су 22. децембра 2002. Други круг гласања на изборима за градоначелника одржан је 5. јануара 2003. године.
| Кандидат | Кандидат          | Странка                                                                                                   | Први круг | Први круг | Други круг | Други круг |
| Кандидат | Кандидат          | Странка                                                                                                   | Гласови   | %         | Гласови    | %          |
| -------- | ----------------- | --- | --------- | --------- | ---------- | ---------- |
|          | Животије Поповић  | Демократска опозиција Србије (Демократска странка, Грађански савез Србије, Демохришћанска странка Србије) | 1,143     |           | 2,593      | 57.11      |
|          | Добрица Стојковић | Грађанска група                                                                                           | 976       |           | 1,947      | 42.89      |
|          | други кандидати   | |           |           |            |            |
| Укупно   | Укупно            | Укупно |           |           | 4,540      | 100.00     |
|          |                   | |           |           |            |            |
| Извор:   |                   | |           |           |            |            |

Резултати избора за општинску скупштину:
| Странка                   | Странка                                                                                                   | Гласови | %      | Мандати |
| ------------------------- | --- | ------- | ------ | ------- |
|                           | Демократска опозиција Србије (Демократска странка, Грађански савез Србије, Демохришћанска странка Србије) | 1,029   | 24.21  | 8       |
|                           | Грађанске групе (три различите листе)                                                                     | 1,021   | 24.02  | 7       |
|                           | Српска радикална странка                                                                                  | 373     | 8.78   | 3       |
|                           | Српска народна партија                                                                                    | 346     | 8.14   | 3       |
|                           | Српски покрет обнове                                                                                      | 309     | 7.27   | 3       |
|                           | Сабор српског јединства                                                                                   | 308     | 7.25   | 2       |
|                           | Демократска странка                                                                                       | 282     | 6.64   | 2       |
|                           | Социјалистичка партија Србије                                                                             | 246     | 5.79   | 2       |
|                           | Југословенска левица                                                                                      | 139     | 3.27   | 1       |
|                           | Уједињена сељачка странка                                                                                 | 87      | 2.05   | –       |
|                           | Социјалдемократија                                                                                        | 55      | 1.29   | –       |
|                           | Нова Србија                                                                                               | 55      | 1.29   | –       |
| Укупно                    | Укупно | 4,250   | 100.00 | 31      |
|                           | |         |        |         |
| Важећих гласова           | Важећих гласова                                                                                           | 4,250   | 94.76  |         |
| Неважећих/празних гласова | Неважећих/празних гласова                                                                                 | 235     | 5.24   |         |
| Укупно гласова            | Укупно гласова                                                                                            | 4,485   | 100.00 |         |
| Регистрованих гласача     | Регистрованих гласача                                                                                     | 9,631   | 46.57  |         |
| Извор:                    | |         |        |         |